# Волков, Михаил Гаврилович
Михаил Гаврилович (Григорьевич) Волков (1800 — 14 [26] мая 1846) — российский востоковед-арабист, профессор, эксперт по восточным рукописям.

## Биография
Точный год его рождения неизвестен, однако принято считать, что он родился в 1800 году в семье «надворного советника».
Гимназию окончил с отличием в 1817 году и поступил казённокоштным студентом в Главный педагогический институт, где 22 марта 1818 года были открыты кафедры арабской и персидской словесности и Волков изъявил желание изучать эти предметы. В 1819 году обе эти кафедры без изменений студенческо-преподавательского состава были переведены в Санкт-Петербургский императорский университет, на отделение восточной словесности историко-филологического факультета. В 1823 году он окончил университет со званием кандидата (был учеником, а затем ассистентом О. И. Сенковского) и зачислен в штат сотрудников «исправляющим должность» магистра арабской словесности; занимался преподаванием курса «начала арабского языка»; в 1824/1825 учебном году его единственным учеником был студент Курляндцев, затем число его слушателей постепенно увеличилось. До 16 ноября 1825 года он выполнял также обязанности секретаря училищного комитета и был уволен от этой должности в связи с назначением на нее И. М. Грацилевского. 
С 19 июля 1823 года он состоял «воспитанником Академии наук по части восточных древностей» и в 1826 году стал хранителем Азиатского музея при академии; 17 марта 1826 года указом президента академии С. С. Уварова он был назначен непосредственным помощником академика Френа, на должности которого пробыл 20 лет занимаясь систематизацией и описанием арабских, турецких и персидских письменных памятников.
С 1828 года — адъюнкт арабской словесности. Для учреждения в этой должности Советом университета им была представлена работа об истории Самарканда и Бухары с древнейших времён до новейшего времени, написанная на латинском языке на базе восточных источников. Приказ об утверждении Михаила Волкова в должности адъюнкта был подписан министром народного просвещения К. А. Ливеном 23 сентября 1828 года.   
С 16 октября 1845 года он был назначен экстраординарным профессором арабского языка.
Умер 14 (26) мая 1846 года от холеры.

## Научное наследие
О конкретной деятельности Михаила Волкова сведений сохранилось очень мало. Из дошедшей до современности литературы в разрозненных упоминаниях можно установить, что его основными научными интересами были литература и история Кавказа, Ирана, Средней Азии, а также — курдских, монгольских и арабских народов. Исходя из того, что он предоставлял Парижскому азиатскому обществу «сведения о рукописях, неизвестных учёному миру», иногда его также причисляют к источниковедам. Многие его переводы были опубликованы анонимно, а рукописные материалы рассеяны по российским и западноевропейским периодическим изданиям.
Будучи знатоком Востока, опубликовал множество статей в «Journal asiatique», перевёл и опубликовал сочинение Х. Д. Френа «Монеты ханов улуса Джучиева или Золотой орды» (СПб., 1834) и сочинение Б. А. Дорна об Азиатском музее.